# First Sting
Albums de Scorpions
Super Rock '84 in Japan
(1984) World Wide Live
(1985)
First Sting est une vidéo du groupe allemand de hard rock Scorpions sortie en 1985. C'est la première des vidéos du groupe et elle reprend les quatre vidéo clips qu'ils ont alors réalisés.

## Liste des titres
1. Rock You Like a Hurricane
2. No One Like You
3. I'm Leaving You
4. Still Loving You

## Formation
- Klaus Meine : chant
- Rudolf Schenker : guitare
- Matthias Jabs : guitare
- Francis Buchholz : guitare basse, synthétiseur
- Herman Rarebell : batterie